# Arduino Tiraboschi
Arduino Tiraboschi (Serina, 21 agosto 1951) è un ex biatleta italiano.

## Biografia
Nato nel 1951 a Serina, in provincia di Bergamo, è entrato in nazionale di biathlon a 20 anni, nel 1971.
Nel 1978, 1979 e 1981 ha preso parte ai Mondiali: a Hochfilzen 1978 è arrivato 31º nell'individuale e 8º nella staffetta, a Ruhpolding 1979 22º nell'individuale, 34º nello sprint e 5º nella staffetta, mentre a Lahti 1981 58º nello sprint.
A 28 anni ha partecipato ai Giochi olimpici di Lake Placid 1980, chiudendo 10º nell'individuale con il tempo di 1h13'06"05, 31º nello sprint in 36'39"98 e 9º nella staffetta con il tempo di 1h40'20"79 insieme ad Adriano Darioli, Celestino Midali e Luigi Weiss.
Ai campionati italiani ha vinto 9 medaglie: 2 ori (1973 e 1980) e 2 argenti (1978 e 1979) nell'individuale, un argento nell'individuale grosso calibro nel 1975, un oro (1979) e 2 bronzi (1977 e 1981) nello sprint e un argento nello sprint grosso calibro nel 1974.